# Ueli Steck
Ueli Steck (Langnau im Emmental, Suïssa, 4 d'octubre de 1976 - Nuptse, Nepal, 30 d'abril de 2017), conegut com The Swiss Machine, fou un alpinista suís. Va ser especialment conegut pels seus ascensos en solitari i per batre diversos rècords de velocitat a l'hora de coronar i descendir cims destacats, una pràctica coneguda com a speed climbing (alpinisme de velocitat). Tot plegat li va servir per ser premiat amb els premis Piolet d'or 2009 (amb Simon Anthamatten) i Piolet d'or 2014 (ex aequo amb Raphael Slawinski i Ian Welsted).
El 30 d'abril de 2017, en uns entrenaments al segon camp base de l'Everest, companys de l'alpinista trobaren el seu cos sense vida. El seu cos fou incinerat pocs dies després als peus de l'Everest.

## Cims destacats

### Vies o cims coronats en equip

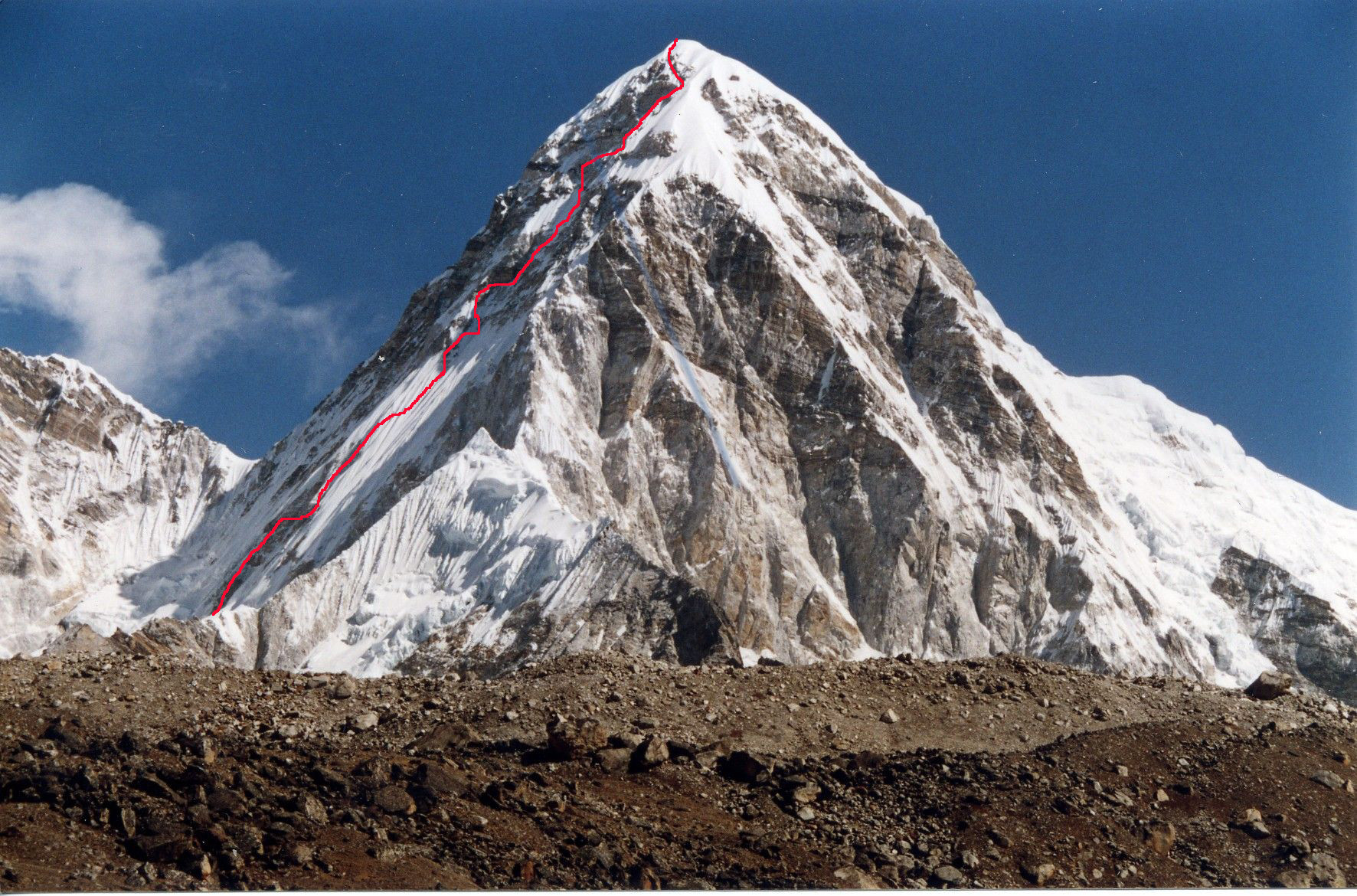
Via oberta per Ueli Steck i Ueli Bühler a la cara oest del Pumori, a l'Himàlaia

- 2001: Primer ascens per la cara oest del Pumori, amb Ueli Bühler
- 2002: Obertura de la via The Young Spider a la cara nord de l'Eiger, amb Stephan Siegrist
- 2003: Obertura de la via La Vida es Silbar a la cara nord de l'Eiger, amb Stephan Siegrist

### Vies o cims realitzats en solitari
- 2004: Obertura de la via Excalibur al Wendenstöcke
- 2005: Primer ascens en solitari al Cholatse i al Tawesche (Himàlaia)
- 2006: Primer ascens en solitari de la via The Young Spider a la cara nord de l'Eiger
- 2010: Millora del rècord de velocitat de la via Ginat a la cara nord de Les Droites, fins llavors en mans de Christophe Profit

### Rècords de velocitat
- 2004: Cara nord de l'Eiger, el Mönch i el Jungfrau amb Stephan Siegrist, en 25 hores
- 2007: Cara nord de l'Eiger, en 3 hores i 54 minuts
- 2008: Cara nord de l'Eiger, en 2 hores 47 minuts i 33 segons[6]
- 2008: Cara nord de less Grandes Jorasses per la via Colton-McIntyre, en 2 hores 21minuts, a vista
- 2009: Cara nord del Cerví per la via Schmid, en 1 hora i 56 minuts, a vista
- 2011: Cara sud del Shishapangma, en 10 hores i 30 minuts
- 2013: Cara sud de l'Annapurna, en 28 h i en solitari per la via equipada per Pierre Béghin i Jean-Christophe Lafaille, situada entre la via britànica de 1970 i la via japonesa de 1981.[3]
- 2015: Coronar tots els cims de més de 4000 metres dels Alps, en 62 dies[7]
- 2015: Cara nord de l'Eiger, en 2 hores i 22 minuts, per la via Heckmair[6]

### Vies en escalada lliure
- 2008: Cara nord de l'Eiger per la via Pacienca (8a/5.13b), primer ascens en escalada lliure
- 2009: El Capitán per la via Golden Gate (8a/5.13b)